# رونالد بروير
رونالد بروير (بالهولندية: Ronald Brouwer)‏ هو لاعب هوكي الحقل هولندي، ولد في 24 أبريل 1979 في هيليفوتسلاوس في هولندا.

## وصلات خارجية
- رونالد بروير على موقع الاتحاد الدولي للهوكي (الإنجليزية)
- رونالد بروير على موقع أوليمبيديا (الإنجليزية)